# 양류 (필드하키 선수)
양류(중국어 간체자: 杨榴, 정체자: 楊榴, 병음: Yáng Liú, 한자음: 양류, 1998년 9월 1일~)는 중화인민공화국의 필드하키 선수로 포지션은 수비수이다. 2024년 하계 올림픽 여자 필드하키 종목에서 은메달을 획득했다.